# Stella Soleil
Stella Katsoudas, meglio conosciuta col nome d'arte Stella Soleil e Sister Soleil (Chicago, 3 novembre 1971), è una cantante pop e rock statunitense.
Fa parte anche del gruppo Dirty Little Rabbits.

## Discografia
- Drown Me in You (EP pubblicato come Sister Soleil)
- Soularium (pubblicato come Sister Soleil)
- Dirty Little Secret (edito come 'Stella Soleil')
- Breeding (EP pubblicato con i Dirty Little Rabbits nel 2007)
- Simon (Secondo EP pubblicato con i Dirty Little Rabbits nel 2009)
- Dirty Little Rabbits (album di debutto con i Dirty Little Rabbits in 2010)
- Eskimo (2011)